# Thomas Carbery

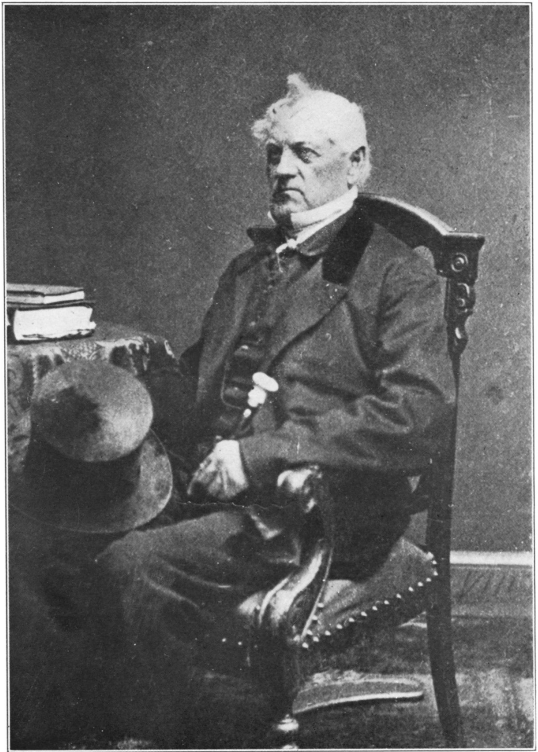
Thomas Carbery (1916)

Thomas Carbery (* 26. Juni 1791; † 23. Mai 1863 in Washington, D.C.) war ein US-amerikanischer Politiker. Zwischen 1822 und 1824 war er Bürgermeister der Stadt Washington.

## Werdegang
Die Quellenlage über Thomas Carbery ist nicht sehr ergiebig. Er war im Bankgewerbe tätig und wurde Präsident der National Metropolitan Bank, einer der größten Banken im damaligen Washington. Über diese Bank wurden während des Britisch-Amerikanischen Krieges die Gehälter der United States Army abgerechnet. Carbery war als Hauptmann selbst zwischenzeitlich Mitglied der Armee. Seine politische Parteizugehörigkeit ist nicht überliefert.
1822 wurde Carbery zum Bürgermeister der Bundeshauptstadt gewählt. Dieses Amt bekleidete er zwischen dem 14. Juni 1822 und dem 14. Juni 1824. Die Wahl war so knapp, dass der unterlegene Kandidat Roger C. Weightman, der später ebenfalls Bürgermeister von Washington wurde, zwei Jahre lang erfolglos gegen das Ergebnis klagte. Im Jahr 1824 kandidierte Carbery erneut für das Amt des Bürgermeisters, diesmal gegen den populären Samuel Nicholas Smallwood, der auch sein Vorgänger gewesen war. Dabei unterlag er Smallwood, der aber drei Monate später verstarb. Danach wurde Weightman zu dessen Nachfolger gewählt. Im Jahr 1826 kam es bei der Bürgermeisterwahl von Washington zum erneuten Aufeinandertreffen zwischen Carbery und Weightman. Dabei konnte sich Weightman durchsetzen. Erwähnenswert ist noch, dass bis 1871 der Bürgermeister von Washington nicht den gesamten District of Columbia verwaltete. Die damals selbständige Stadt Georgetown stellte bis 1871 ihren eigenen Bürgermeister.
Thomas Carbery war Mitglied der Washington National Monument Society, die die Planungen für das Washington Monument organisierte. Als man im Jahr 1848 mit den Arbeiten zum Bau dieses Denkmals begann, wurde er Vorsitzender des Bauausschusses. Von 1844 bis zu seinem Tod am 23. Mai 1863 war Carbery Friedensrichter im damaligen Washington County, das eines von fünf Verwaltungsbezirken des District of Columbia war.